# National Basketball Association 1959/1960
National Basketball Association 1959/1960 var den 14:e säsongen av den amerikanska proffsligan i basket. Säsongen inleddes den 17 oktober 1959 och avslutades den 10 mars 1960 efter 300 seriematcher, vilket gjorde att samtliga åtta lagen spelade 75 matcher var.
Lördagen den 9 april 1960 vann Boston Celtics sin tredje NBA-titel efter att ha besegrat St. Louis Hawks med 4-3 i matcher i en finalserie i bäst av 7 matcher.
All Star-matchen spelades den 22 januari 1960 i Convention Hall i Philadelphia, Pennsylvania. Eastern Division vann matchen över Western Division med 125-115.
Minneapolis Lakers spelade sin sista säsong i ligan och flyttade sen till Los Angeles och blev Los Angeles Lakers.
NBA-legenden Wilt Chamberlain spelade sin första säsong i ligan med Philadelphia Warriors. Han deltog även i All Star-matchen och blev där utsedd till MVP.

## Grundserien
Not: V = Vinster, F = Förluster, PCT = Vinstprocent
- Lag i GRÖN färg till en slutspelserie.
- Lag i RÖD färg har spelat klart för säsongen.

| Lag                   | V  | F  | PCT  |
| --------------------- | -- | -- | ---- |
| Boston Celtics        | 59 | 16 | .787 |
| Philadelphia Warriors | 49 | 26 | .653 |
| Syracuse Nationals    | 45 | 30 | .600 |
| New York Knicks       | 27 | 48 | .360 |

| Lag                | V  | F  | PCT  |
| ------------------ | -- | -- | ---- |
| St. Louis Hawks    | 46 | 29 | .613 |
| Detroit Pistons    | 30 | 45 | .400 |
| Minneapolis Lakers | 25 | 50 | .333 |
| Cincinnati Royals  | 19 | 56 | .253 |

## Slutspelet
De tre bästa lagen i den östra och västra division gick till slutspelet. Där möttes tvåorna och treorna i kvartsfinalserier (divisionssemifinal) i bäst av 3 matcher. De vinnande lagen i kvartsfinalerna mötte divisionsvinnarna i semifinalserier (divisionsfinal). Semifinalerna och NBA-finalen avgjordes i serier i bäst av 7 matcher.
|  | Divisionssemifinaler | Divisionssemifinaler | Divisionssemifinaler |              |   | Divisionsfinaler | Divisionsfinaler | Divisionsfinaler |  |  | NBA-final | NBA-final | NBA-final |
|  |                      |                      |                      |              |   |                  |                  |                  |  |  |           |           |           |
|  |                      |                      |                      |              |   |                  |                  |                  |  |  |           |           |           |
|  |                      | 1                    | St. Louis            | 4            |   |                  |                  |                  |  |  |           |           |           |
|  | Western Division     | 1                    | St. Louis            | 4            |   |                  |                  |                  |  |  |           |           |           |
|  |                      |                      | 3                    | Minneapolis  | 3 |                  |                  |                  |  |  |           |           |           |
|  | 3                    | Minneapolis          | 3                    | Minneapolis  | 3 | 2                |                  |                  |  |  |           |           |           |
|  | 3                    | Minneapolis          |                      |              |   | 2                |                  |                  |  |  |           |           |           |
|  | 2                    | Detroit              | 0                    |              |   |                  |                  |                  |  |  |           |           |           |
|  |                      |                      |                      |              |   |                  |                  |                  |  |  | W1        | St. Louis | 3         |
|  |                      |                      | E1                   | Boston       | 4 |                  |                  |                  |  |  |           |           |           |
|  |                      |                      |                      |              |   |                  |                  |                  |  |  |           |           |           |
|  |                      |                      |                      |              |   |                  |                  |                  |  |  |           |           |           |
|  |                      | 1                    | Boston               | 4            |   |                  |                  |                  |  |  |           |           |           |
|  | Eastern Division     | 1                    | Boston               | 4            |   |                  |                  |                  |  |  |           |           |           |
|  |                      |                      | 2                    | Philadelphia | 2 |                  |                  |                  |  |  |           |           |           |
|  | 3                    | Syracuse             | 2                    | Philadelphia | 2 | 1                |                  |                  |  |  |           |           |           |
|  | 3                    | Syracuse             |                      |              |   | 1                |                  |                  |  |  |           |           |           |
|  | 2                    | Philadelphia         | 2                    |              |   |                  |                  |                  |  |  |           |           |           |

### NBA-final
Boston Celtics mot St Louis Hawks
| Match   | Datum   | Hemmalag | Bortalag | Resultat  |
| ------- | ------- | -------- | -------- | --------- |
| Match 1 | 27 mars | Boston   | St Louis | 140 - 122 |
| Match 2 | 29 mars | Boston   | St Louis | 103 - 113 |
| Match 3 | 2 april | St Louis | Boston   | 86 - 102  |
| Match 4 | 3 april | St Louis | Boston   | 106 - 96  |
| Match 5 | 5 april | Boston   | St Louis | 127 - 102 |
| Match 6 | 7 april | St Louis | Boston   | 105 - 102 |
| Match 7 | 9 april | Boston   | St Louis | 122 - 103 |

Boston Celtics vann finalserien med 4-3 i matcher